# سوآناندریان (بخش)
سوآناندریان (به لاتین: Soavinandriana) یک منطقهٔ مسکونی در ماداگاسکار است که در ایتاسی واقع شده‌است.